# シンガポール州

シンガポール州
State of Singapore（英語）
新加坡州（中国語）
Negeri Singapura（マレー語）
சிங்கப்பூர் மாநிலம்（タミル語）

国歌: Negaraku（マレー語）
我が国

Majulah Singapura（マレー語）
進めシンガポール

1945年のシンガポールの地図

シンガポール (英語: Singapore, マレー語: Singapura)、正式にはシンガポール州 (英語: State of Singapore, マレー語: Negeri Singapura) は、1963年から1965年にかけて、マレーシア連邦に属する14の州のうちの1つであった。マレーシアは1963年9月16日に、マラヤ連邦と旧イギリス植民地であった北ボルネオ、サラワク、シンガポールが合併して成立した。これは、1819年にトーマス・ラッフルズが近代シンガポールを設立して以来、144年に及ぶイギリスの支配が終わった瞬間でもあった。合併当時、シンガポールは連邦内最小の州であった。
シンガポールとマレーシア連邦政府の指導者間では不信やイデオロギーの違いが拭えず、財政、政治、人種政策について対立することが多かったため、連邦は安定しなかった。シンガポールは税収の大部分を負担する代わりにマレーシアと共同市場化する約束を取り付けていたが、実際には大幅な貿易制限を受け続け、サバ州やサラワク州への融資ができない状態にあった。政治においては、マレーシアの統一マレー国民組織（UMNO）とシンガポールの人民行動党（PAP）が合意に反して互いの政治領域へ介入した。その結果、1964年にはシンガポールで大規模な暴動が起こった。この暴動は、UMNOとその影響下にあるマレー語誌『ウトゥサン・マレーシア』が、シンガポールでマレー人のアファーマティブ・アクションを扇動したことに起因するとされる。
対立の末、マレーシアのトゥンク・アブドゥル・ラーマン首相は、シンガポールを連邦から追放することを決定し、1965年8月9日、シンガポールは独立を果たし、シンガポール共和国となった。

## 合併の背景
1955年のデイヴィッド・マーシャル以降、シンガポールの政治家は何度もトゥンク・アブドゥル・ラーマンに連邦との合併を打診したが、その度に断られていた。トゥンクは、連邦内の人種バランス、UMNOの地位、マレー人の政治的優位性を確保したいと考えていたが、中国人の多いシンガポールを含めると、新連邦では中国人人口（360万人）がマレー人人口（340万人）を上回ることになり、これを危惧したのである。
一方で、連邦の一員とはならず独立国家となったシンガポールにおいて、マレーシアと非友好的な政府が樹立することも憂慮された。ロンドンの英国植民地省とシンガポール立法府の間では、脱植民地化とイギリスのマラヤ連邦撤退の一環として、シンガポール自治に関する憲法協議が行われ、1958年にシンガポール州憲法、1959年に51議席からなる自治立法議会が既に成立していた。トゥンクは再度憲法協議が開かれれば、シンガポールの独立がさらに進み、マレーシアやイギリスの力が及びにくくなることを恐れた。当時のイギリス政府関係者は、両国間を隔てるジョホール海峡上に「バティックのカーテン」（鉄のカーテンに準えた表現）ができ、その向こう側に政治勢力、場合によっては「共産主義キューバ」が台頭する可能性を示唆していた。1961年4月29日、ホンリム補欠選挙にて、左派・統一人民党のオン・エングアンがPAP候補者を破り、この見立てはますます現実味を帯びることとなった。
またトゥンクは、スカルノの指導制民主主義のもと民族主義や領土拡大論が高まり、西ニューギニア解放運動やコンフロンタシ（ボルネオ紛争）を引き起こしていたインドネシアにも警戒を強めていた。
こうした地域情勢を受け、当時は公表されていなかったものの、トゥンクは1960年6月時点で既にシンガポールとの合併を検討し始めていた。イギリス連邦首相会議の席上で、英植民地省のパース卿に、シンガポールだけでなく英領ボルネオも抱き合わせた「グランドデザイン」が考慮されれば、合併に前向きであると述べたのである。合併は、領土、資源、人口の面で大きな利点があるだけでなく、ボルネオの先住民族と半島のマレー人を合わせれば（まとめてブミプトラと呼ばれる）、シンガポール系中国人の増加にも対抗できると考えられた。
1961年5月27日、東南アジア外国特派員協会でトゥンクは、マラヤ、シンガポール、ボルネオ間の緊密な連携が明確に可能であると表明した。さらに、統合に際して関税同盟にとどまらず、マレーシア連邦という単一の政治的国家に完全統一することを呼びかけた。

### マレーシア協定
合併に際して、シンガポールに対する以下の特例が設定された。
- シンガポールは教育、労働において自治権を維持する。国防、外交、国内安全保障は連邦政府の管轄下に置かれる[11]。
- 自治権拡大の見返りとして、連邦議会におけるシンガポールの議席数は、25から住民の規模に見合った15に減らす[11]。
- シンガポールは総収入の40％を連邦政府に納める。シンガポールはボルネオに1億5000万ドルの融資を行い、そのうち3分の2は5年間無利子とする。共通市場化は12年かけて実施する[12][13]。
- シンガポール国民はシンガポールの市民権を保持したままマレーシア国民となるが、シンガポール国内でのみ投票ができる[14]。

## 合併
合併は当初、マレーシア独立記念日にあたる1963年8月31日に実施される予定であった。しかし、マレーシア連邦の形成に否定的なインドネシアが、北ボルネオ、サラワクの国連大使が本当に合併を望むかどうかの確認を求めたため、トゥンク・アブドゥル・ラーマンは1963年9月16日に日程を延期させた。
本来の合併予定日であった1963年8月31日には、リー・クアンユーがシンガポールのパダンで群衆の前に立ち、シンガポールの独立を一方的に宣言した。そしてリーの40歳の誕生日であった同年9月16日には、再びパダンにおいて、今度はシンガポールをマレーシア領とすることを宣言した。リーは中央政府のトゥンクら閣僚に忠誠を誓い、「各州と中央政府の名誉ある関係は兄弟としての関係であり、主従関係ではない」ことを求めた。

## 合併後

### 経済対立
シンガポール政府とマレーシア連邦政府は、経済面において対立していた。マレーシア協定では、シンガポールは共通市場化を進める引き換えに、連邦政府に総収入の40％を拠出し、サバ州とサラワク州にはほぼ無利子で融資を行うことで合意していた。しかし1965年7月、マレーシアのタン・シューシン財務相は、拠出金を60％に引き上げることを提案し、「シンガポールが引き上げに同意しない限り、共通市場の実現は遠のく」ことを示唆した。これに対し、シンガポールのゴー・ケンスイ財務相は、クアラルンプールがシンガポール製品に関税を課していると非難して、提案を拒否した。両者は融資についても対立したが、これは世界銀行の仲裁に委ねることで合意した。

### 政治対立
統一マレー国民組織（UMNO）が支配するマレーシア連邦政府は、シンガポールが連邦に存在する限り、マレー人や先住民を優遇するアファーマティブ・アクションとしての性格があるブミプトラ政策が成功せず、人種間の経済格差を是正する政策にブレーキがかかることを懸念していた。ブミプトラ政策のスタンスは、PAPが繰り返し公約に掲げてきた「マレーシア人のマレーシア」、すなわち、連邦政府は特定の人種の経済状況にかかわらずマレーシア国民のために尽くすべきであって、マレーシアの全ての人種を平等に扱う、という方針に逆行するものであった。また、シンガポールが連邦に残留し続けると、シンガポール港を有する経済的な優位性から、クアラルンプールから政治的権力が離れていってしまうことも憂慮された。

### 人種間の緊張
合併から1年も経たずして、人種間の緊張は劇的に高まった。特に合併後のマレーシア政府は、多くの中国系移民に市民権を与えたが、マレーシア憲法153条ではマレー人の特権が保障されており、こうした連邦政府のアファーマティブ・アクション政策に、シンガポールの中国系住民は反発した。153条には、マレー人に財政的・経済的利益が優先的に割り当てられることや、非イスラム教徒にも信仰の自由はあるものの、イスラム教を唯一の公式宗教とすることなどが定められている。一方でシンガポールのマレー人やイスラム教徒は、PAPがマレー人を虐げているという連邦政府の非難に扇動されるようになっていった。
その結果、多くの人種暴動が勃発し、秩序回復のため夜間外出禁止令が頻繁に発令された。これらは1964年人種暴動と総称されるが、なかでも規模が最大かつ最悪の事態となったのが1964年7月21日に発生した暴動である。暴動直前の1964年7月12日には、パシル・パンジャンのニュースターシネマにおいて、連邦副首相アブドゥル・ラザクの支援を受けたサイード・ジャーファル・アルバーが、リー・クアンユーを抑圧者として非難した上で、マレー人の境遇は日本統治時代よりさらに悪くなっているとする演説を行った。彼が数千人のマレー人聴衆を前に、「我々が団結すれば、この世界のいかなる権力も我々を踏みつけることはできない。一人のリー・クアンユーどころか、千人のリー・クアンユーであってもだ。我々は彼らを打倒する」と語りかけると、群衆はリーとオスマン・ウォクを逮捕し、壊滅させようと応えた。暴動は次の週にはさらにエスカレートし、1964年7月20日付けの『ウトゥサン・マレーシア』誌で「すべてのマレー人への挑戦：UMNOユース、リー・クアンユーが非難、教師が生徒に豚肉の匂いを嗅がせることを強要、抗議」と題した記事が掲載されると、勢いは最高潮に達した。翌7月21日、カランのガス製造所付近でムハンマドの誕生日を祝う行進のなかで人種暴動が勃発し、その日の終わりまでに4人が死亡、178人が負傷した。また、暴動鎮圧時には合計で23人の死者と454人の負傷者が出た。同年9月にも暴動が発生し、交通網が寸断されたことで食品価格の高騰も招く結果となった。
当時は、インドネシアがマレーシア連邦の成立に激しく反対し、対外的な情勢も緊迫していた。インドネシアのスカルノ大統領は、マレーシアに対してコンフロンタシ（対立）を宣言し、1965年3月にはインドネシアの工作員がシンガポールのマクドナルドハウスを爆破して3人の死者が出るなど、軍事行動を進めた。また、インドネシアはマレー人と中国人の対立を煽る活動も行っていた。

### 連邦からの追放
1965年8月7日、マレーシアのトゥンク・アブドゥル・ラーマン首相は、マレーシア国会に対し、シンガポールをマレーシアから追放する投票を行うよう進言し、さらなる流血を防ぐためには避けられないとした。リー・クアンユーらPAPの指導者は、シンガポールを連邦の一員として留まらせようと最後まで交渉を続けたが、1965年8月9日、シンガポール議員を欠席させた国会において投票が行われ、126対0で追放が可決された。その日、リーは涙ながらにシンガポールが主権国家として独立したことを宣言し、新国家の首相に就任するとともに、次のような演説をした。「私にとって苦渋のときだ。私は生涯を通じて、すなわち大人になってからもずっと、2つの領土は合併、統一できると信じてきた。地理、経済、そして血縁で結ばれた人民なのだ」。
これまでシンガポールがクアラルンプール政府によって一方的にマレーシアから追放されたことが定説であったが、近年機密解除されたアルバトロスファイル（ゴーが1980年代のインタビューでマレーシアとの合併を「首に掛けたアホウドリ（アルバトロス）＝目の上のたんこぶ」と評したことからとられた）の文書から、1964年7月の時点で、シンガポール側PAPと連邦政府との間で交渉が始まっていたことが明らかになった。リー・クアンユーは手書きの書簡で、ゴー・ケンスイに対し、シンガポールを連邦から脱退させるために連邦政府と交渉することを正式に許可している。その後の1年間で2人は、マレーシア首相がシンガポールの追放を発表し、PAPが独立政権となることを「強制」されたとしても、合併を支持する国民の反発によって政府が危うくなるような事態とならないよう、「既成事実」として発表する調整を行ったのである。リーとゴーは、コールドストア作戦において、シンガポールの左派を機能不全にし、リム・チンシオンなど社会主義戦線バリサン・ソシアリスの主要指導者を拘束するといった政治的利益を既に得ており、今後は独立によって、マレーシア市場から経済的恩恵を受けながらも、マレーシアを巻き込むことは必然とされる地域混乱の影響は受けずに済むという状態に、シンガポールを置くことができると考えていた。
1965年12月に行われた憲法改正によって、新しい国家としてシンガポール共和国が樹立し、ヤン・ディ＝ペルトゥアン・ネガラであったユソフ・ビン・イサークが初代大統領に就任、立法府としてはシンガポール国会が誕生した。こうした変更は、シンガポールがマレーシアから独立した日に遡って行われた。通貨は、1967年にシンガポール・ドルが導入されるまで、マラヤ及びイギリス領ボルネオ・ドルが法的に存続していた。新通貨の導入前には、マレーシア政府との間で通貨同盟を結ぶ議論もなされていた。